# Alles ist groß
Alles ist groß ist das erste Theaterstück der Schriftstellerin Zsuzsa Bánk. Die Uraufführung, mit Nils Kreutinger in der Rolle des Grabmachers, war im September 2020 am Schauspiel Frankfurt in der Regie von Kornelius Eich.

## Gastspiele, Veröffentlichungen und Inszenierungen
Die Frankfurter Inszenierung wurde vom Künstlerhaus Mousonturm und vom Theater Bosco in Gauting als Gastspiel eingeladen. Anfang 2020 wurde das Stück in dem Buch Stimmen einer Stadt zusammen mit anderen Theatermonologen vom S. Fischer Verlag herausgegeben. In der Novemberausgabe des Jahres 2020 der Zeitschrift Theater der Zeit wurde das Stück abgedruckt. 2021 wurde das Stück am Stadttheater Ingolstadt von Mareike Mikat inszeniert. Im selben Jahr wurde es in der Regie von Herta Steinmetz als Hörspiel für hr2-kultur produziert.

## Handlung
Ein namenloser Grabmacher erzählt aus seinem Alltag und seinem Leben. Hierbei wechseln sich humorvolle und traurige Momente ab. Wirkt der Grabmacher zu Beginn eher großspurig, verändert er sich im Laufe des Stücks zu einer reflektierten und nachdenklichen Figur.